# Сэвилл, Питер
Питер Сэвилл (англ. Peter Saville, родился 9 октября 1955) — британский дизайнер-оформитель, славу которому принесла его работа для звукозаписывающей компании Factory Records.
Постмодернистские особенности дизайна — стилизация, пародия, имитация, смешение жанров — не особо тронули стилистику Сэвилла, являющегося безусловно постмодернистом. Тщательно выверенные микродозы классицизма и холодных технологий внедрены во всю его продукцию, от открыток и приглашений до обложек пластинок и модных аксессуаров. Сэвилл довёл дизайн до того, когда холод и отчуждение могут быть cool (что в постмодернизме — сильнейшее определение объекта).
Питер Сэвилл родился в 1955 году в Манчестере, Великобритания), там же окончил политехникум по классу графического дизайна. В 1978 году Сэвилл вместе с музыкальным промоутером Тони Уилсоном основал независимую звукозаписывающую компанию «Factory Records». С «Фэктори» и началась деятельность Сэвилла — точнее, деятельность фирмы началась с Сэвилла: именно он оформил первый плакат, возвещающий об открытии клуба «Фэктори». Ничего особенного, если бы плакату не был присвоен серийный номер, как на пластинках — FAC 1. Так открылся каталог «Фэктори», и в дальнейшем, что бы ни делала фирма — выпуск ли сингла, альбома, открытки, или просто вечеринка — всякому действию присваивался свой номер. Позже Сэвилл работал и для других фирм, но «Фэктори» была поистине необозримым полигоном для свободного творчества. «Всё, что я делал для „Фэктори“, — говорит Сэвилл — было именно дизайном, а не оформлением».
Под влиянием типографики последователя баухауза Яна Чихольда, Питер Сэвилл стал делать обложки для главных клиентов «Фэктори рекордз» — Joy Division. Изящный минимализм обложек Joy Division сочетал лёгкое волнение электроники и покой природы. Решив расширить пространство для дизайна, Сэвилл перетасовал стороны конверта. В 1980 году, разглядывая пластинку Joy Division «Closer», многие покупатели не могли понять, где, собственно, название тогда ещё малоизвестной группы, а где — альбома.
Когда после самоубийства своего лидера Яна Кертиса Joy Division перевоплотились в New Order, Сэвилл ещё более развил массовое производство тайны, которой стремилась окутать себя группа. Довольно быстро исчезли не только имя коллектива, но и сами названия пластинок. Названия песен ушли ещё раньше — они скрылись во внутренний конверт или на этикетку винилового диска. Эта энигматичность была затем взята на вооружение Pet Shop Boys и множеством других исполнителей.
Вызывающая обложка легендарного сингла New Order «Blue Monday» 1983 года (№ FAC 73) выглядела точь-в-точь, как дискета, сквозь прорези которой проглядывал чёрный винил, — символизируя таким образом окончательное торжество компьютерного звучания группы. Известно, что расходы на изготовление обложки настолько превысили все допустимые нормы, что фирма с каждого проданного диска получала 5 пенсов убытка. По мнению самого Сэвилла, это его лучшая работа.
Помимо музыкантов «Фэктори рекордз», Питер Сэвилл оформлял пластинки Ultravox, Roxy Music, King Crimson, Брайана Ино и таких далёких по духу музыкантов, как Питера Гэбриела и Пола Маккартни. Обложка для дебютного альбома Orchestral Manoeuvers In The Dark (1980) стала самым узнаваемым символом группы, которая и теперь использует эти образы на рынке.
По словам Сэвилла, он никогда не привязывал свою работу исключительно к той музыке, для которой делал дизайн. В конце концов, обложка заказывается, когда сама музыка ещё в процессе обработки, так что в действительности альбом можно услышать лишь через 6-8 недель после того, как уже начал разрабатываться дизайн. Сэвилл основывался на своём знании клиента, категории его музыки, но ещё больше на визуальных устремлениях аудитории клиента.
Появление компакт-дисков и сокращение пространства объекта творчества поставило перед оформителями новые задачи. Как довольно быстро выявил Сэвилл, простое перенесение уменьшенного изображения обложки с 12-дюймового диска на CD теряет всю свою визуальность. Как дизайнеру, развившему чувствительность 12-дюймового формата до предела, ему было трудно расстаться с виниловыми пластинками. Кое-что в компакт-дисках продолжает раздражать Сэвилла — это наклейки, всевозможные логотипы дистрибьюторов, спонсоров и т. п. «Тут ничего не изменишь. Я вижу своё имя на объектах, которые я сам едва узнаю», сказал Сэвилл.
Сэвилл — дизайнер. Он не пишет маслом, не лепит, да ему и трудно, как графику, разобраться с тремя измерениями. Приходится зависеть от методологии и технологий, посредством которых претворяются идеи, пользоваться готовыми продуктами. И тут зачастую возникает путаница, приводящая к обвинениям в плагиате. Однако, как говорит Сэвилл, в эру постмодернизма указывать на плагиат нецелеобразно, ведь лучше использовать чужую оригинальную работу, чем делать пустую пародию на неё — так честнее, и, пожалуй, даже более художественно. Это было настолько очевидно самому дизайнеру, что ему и в голову не приходило, что кто-то в самом деле подумает, что это он является полноправным автором такой-то работы. Но были люди, которые искренно разочаровывались, как только узнавали, что Сэвилл лишь интерпретирует чьи-то уже также интерпретировавшиеся работы. «Всё равно ведь это будет ваш собственный взгляд, — говорит Сэвилл. Конечно, главное в использовании чужого — знать, что делать и когда. Попробуйте найти дизайнерскую контору, у которой в середине 80-х на журнальном столике не лежал бы альбом по „Баухаузу“ — но ничего подобного вы бы не увидели в 1978 или 1979. А в 1983 году, когда я поместил цветы на обложку второго альбома New Order „Power, Corruption & Lies“? Это было ненормально — цветов в поп-культуре не видели с 60-х годов».
Кроме музыкантов, Питер Сэвилл работал с такими солидными клиентами, как Вайтчепельская художественная галерея в Лондоне, Центр Жоржа Помпиду в Париже, министерство культуры Франции, а также модными домами Yohji Yamamoto, Christian Dior, Martin Sitbon и Jill Sander. В середине 90-х Сэвилл занимался дизайном товарной линии для Givenchy, Mandarina Duck, и был приглашён в качестве арт-директора кампании для Стеллы Маккартни.
Хотя «Фэктори рекордз» уже 15 лет не существует, Сэвилл продолжает сотрудничество с New Order. Со второй половины 90-х он курирует дизайн обложек для Pulp, Suede, Goldie, Everything But The Girl. Сейчас дизайнер занят мультимедийными проектами.
С гедонистической одержимостью духом молодости контрастирует нынешний облик дизайнера, в котором проглядывает грусть и утомлённость творчеством. Виниловые пластинки, на формат которых глаз Сэвилла был настроен подобно микроскопу, теперь до смешного старомодны. Свободно работать над интересными проектами невозможно: время, как известно, — деньги, а Сэвилл — человек не корпоративный, непривыкший работать точно «от и до». Этика панка «сделай всё сам, как и когда хочешь» до сих пор определяют стиль работы индивидуалиста из Манчестера.
На проходившей с мая по сентябрь 2003 года в лондонском Музее дизайна выставке «Peter Saville Show» были выставлены все созданные им обложки, а также объекты, сослужившие свою последнюю службу: опавшие листья, цинковая пластина и прочее, — всё то, что пригодилось в процессе оформления. Одновременно с открытием выставки вышла первая антология Сэвилла, включающая разнообразные работы графика и эссе, написанные ведущими британскими эстетами в мире музыки и дизайна («Designed by Peter Saville»).
В 2002 году в Великобритании вышел художественный фильм «Круглосуточные тусовщики», поведавший историю манчестерской независимой поп-культуры с 1976 по 1992, от панка до рейва. Одним из героев этой саги стал и Питер Сэвилл с характерной для него историей создания приглашения на вечеринку, которое он принёс с опозданием через неделю — зато «фантастической красоты».